# Parthamaspatès
Parthamaspatès est un roi arsacide des Parthes qui règne de 116 à 117, puis un roi d’Osroène de 118 à 123.

## Biographie
Parthamaspatès est un fils autoproclamé du roi Chosroès Ier de Parthie qui s'est exilé chez les Romains.
Lors de la grande offensive de l’empereur Trajan en Orient contre les Parthes, il suit l’armée romaine et, après la prise de la capitale Ctésiphon, il est placé par l’empereur comme roi vassal de Rome Rex Parthiis Datus (« roi donné aux Parthes ») sur le trône de son supposé père. Rejeté par la population, il est facilement vaincu par Chosroès Ier qui reprend le trône l’année suivante.
Après le reflux de l’offensive romaine qui suit la mort de Trajan, il est installé en 118 en compensation comme roi d’Osrhoène, un petit royaume vassal de Rome situé entre la Syrie et l’Asie Mineure. Il y règne jusqu’en 123 et disparaît ensuite de l’histoire.